# Casey Stoner
Casey Joel Stoner (sinh ngày 16 tháng 10 năm 1985) là một cựu tay đua mô tô người Úc. Stoner từng 2 lần vô địch giải đua xe MotoGP các năm 2007 và 2011.
Chức vô địch MotoGP 2007 của Casey Stoner là chức vô địch đầu tiên trong lịch sử đội đua Ducati. Năm 2012, Stoner bất ngờ giải nghệ khi chỉ mới 28 tuổi. Sau đó thì anh đã được ban tổ chức giải đua MotoGP tặng danh hiệu 'huyền thoại MotoGP'. Trường đua Phillip Island ở Úc đã tôn vinh Stoner bằng cách lấy tên của anh đặt tên cho góc cua số 3 của trường đua này.

## Sự nghiệp

### Các giải trẻ
Năm 2001 Casey Stoner được Honda đăng ký đặc cách tham gia 2 chặng đua thể thức 125cc. Stoner đã hoàn thành chặng đua đầu tiên ở Anh và đã ghi được điểm số ở chặng đua trên sân nhà Úc.
Năm 2002, Stoner chuyển sang xưởng đua Aprilia và giành được một suất đua chính thức ở giải đua 250cc năm đó. Mặc dù Stoner đã ghi được điểm số một cách khá đều đặn, nhưng Aprilia vẫn quyết định đưa anh xuống thi đấu giải đua 125cc trong mùa giải năm 2003. Chặng đua 125cc cuối cùng của mùa giải 2003 ở Valencia chứng kiến Casey Stoner giành được chiến thắng đầu tiên trong sự nghiệp đua xe chuyên nghiệp.
Năm 2004, Stoner thi đấu 125cc cho xưởng đua KTM, anh giành được một chiến thắng nữa ở Malaysia.
Năm 2005, Stoner trở lại Aprilia, đồng thời cũng được trở lại thi đấu giải đua 250cc. So với mùa giải năm 2002 thì lần này Stoner thành công hơn hẳn, giành được 5 chiến thắng để xếp thứ 2 chung cuộc.

### MotoGP
Năm 2006, Stoner được đội đua LCR Honda tuyển mộ để thi đấu giải đua MotoGP. Ở giai đoạn đầu mùa giải, Stoner đã gây bất ngờ với thành tích giành pole ở Qatar, sau đó là lên podium ở Thổ Nhĩ Kỳ. Anh hoàn thành mùa giải MotoGP đầu tiên của mình ở vị trí thứ 8 chung cuộc, kết quả đủ ấn tượng để thuyết phục đội đua Ducati quyết định ký hợp đồng thi đấu từ năm 2007.
Chuyển sang Ducati, Casey Stoner gần như không mất thời gian để làm quen với chiếc xe Desmosedici GP7. Ngay ở chặng đua đầu tiên của mùa giải MotoGP 2007 ở Qatar, Stoner đã đánh bại Valentino Rossi để giành được chiến thắng thể thức MotoGP đầu tiên trong sự nghiệp. Cho đến cuối mùa giải Stoner có thêm 9 chiến thắng chặng nữa và luôn ghi điểm ở những chặng đua còn lại. Phong độ tuyệt vời đó không chỉ giúp cho anh giành được chức vô địch mùa giải 2007, mà còn trở thành tay đua Ducati đầu tiên vô địch MotoGP, phá vỡ sự thống trị trong suốt nhiều năm của các đội đua Nhật Bản.
Stoner khởi đầu mùa giải MotoGP 2008 bằng một chiến thắng ở chặng đua mở màn Qatar, đây là chặng đua đêm đầu tiên trong lịch sử MotoGP. Tuy nhiên so với mùa giải năm trước thì Stoner không ổn định bằng. Anh không ghi được điểm số nào ở chặng đua MotoGP Pháp. Giai đoạn giữa mùa giải Stoner có chuỗi 7 pole liên tiếp, song lại phải bỏ cuộc ở 2 chặng đua MotoGP Séc và San Marino. Tổng kết mùa giải 2008, Stoner mặc dù giành được 9 pole và  6 chiến thắng nhưng không đủ để anh bảo vệ được danh hiệu vô địch trước sự ổn định tuyệt đối của Valentino Rossi, người chỉ có 2 lần giành pole nhưng có tới 9 chiến thắng và không bỏ cuộc một lần nào.
Mùa giải MotoGP 2009 Stoner tiếp tục chiến thắng chặng đua mở màn ở Qatar, nhưng không còn giữ được tốc độ cao như ở 2 mùa giải trước nên không thể cạnh tranh chức vô địch với các tay đua của đội Yamaha. Ngoài ra thì ở giai đoạn 2 của mùa giải, Stoner còn bị mắc một căn bệnh lạ, phải nghỉ thi đấu 3 chặng đua liên tiếp. Chặng đua cuối cùng của mùa giải ở Valencia thì Stoner giành được pole nhưng lại để ngã xe trong lúc chạy khởi động, không kịp tham gia cuộc đua chính. Tổng kết lại thì Stoner giành được 4 chiến thắng, xếp thứ 4 chung cuộc.
Số lần chiến thắng chặng đua của Stoner tiếp tục giảm trong mùa giải 2010, chỉ còn 3 chiến thắng, đều là các chặng đua ở giai đoạn cuối mùa giải. Đây cũng là mùa giải cuối cùng của Stoner ở Ducati.
Năm 2011 Stoner chuyển sang thi đấu cho đội đua Repsol Honda. Giống như năm 2007, Stoner không mất thời gian làm quen với chiếc xe mới, đã giành chiến thắng chặng đua mở màn ở Qatar, từ đó thẳng tiến đến chức vô địch lần thứ hai trong sự nghiệp. Đặc biệt hơn danh hiệu vô địch được Stoner định đoạt ở chặng đua sân nhà MotoGP Úc vào đúng ngày sinh nhật 16 tháng 10. Tổng cộng Stoner có 12 lần giành pole và 10 lần chiến thắng ở mùa giải MotoGP 2011. Chỉ có khác biệt một chút so với chức vô địch năm 2007 là Stoner có 1 lần bỏ cuộc ở chặng đua MotoGP Tây Ban Nha, sau pha va chạm với Valentino Rossi. Stoner đổ lỗi cho Rossi bằng câu nói nổi tiếng 'tham vọng của anh vượt quá tài năng của anh/your ambition outweighs your talent'.
Ở 3 chặng đua đầu tiên của mùa giải MotoGP 2012 thì Stoner giành được 2 chiến thắng để dẫn đầu bảng xếp hạng tổng. Bất ngờ ở chặng đua thứ 4 của mùa giải ở Pháp thì Stoner tuyên bố giải nghệ sau khi mùa giải kết thúc. Từ thời điểm này thì phong độ của Stoner không còn cao như ở 3 chặng đua đầu tiên nên để mất ngôi đầu bảng vào tay Jorge Lorenzo. Hi vọng bảo vệ danh hiệu vô địch của Stoner hoàn toàn bị dập tắt ở chặng đua Indianapolis nơi anh bị chấn thương mắt cá ở cuộc đua phân hạng. Cho dù vẫn có thể nhịn đau để tham gia cuộc đua chính nhưng Stoner phải nghỉ 3 chặng đua tiếp theo để chữa trị dứt điểm chấn thương.
Sau khi bình phục thì Stoner kịp giành được chiến thắng chặng cuối cùng trong sự nghiệp, một chiến thắng ý nghĩa ở sân nhà Phillip Island.

## Thống kê thành tích

### Ở giải đua MotoGP

#### Theo năm
| Năm       | Giải đua | Xe                      | Đội đua                         | Số chặng | Chiến thắng | Podium | Pole | FLap | Điểm | Xếp hạng | Vô địch |
| --------- | -------- | ----------------------- | ------------------------------- | -------- | ----------- | ------ | ---- | ---- | ---- | -------- | ------- |
| 2001      | 125cc    | Honda RS125R            | Telefónica MoviStar Junior Team | 2        | 0           | 0      | 0    | 0    | 4    | 29th     | –       |
| 2002      | 250cc    | Aprilia RSV 250         | Safilo Oxydo Race LCR           | 15       | 0           | 0      | 0    | 0    | 68   | 12th     | –       |
| 2003      | 125cc    | Aprilia RS125R          | Safilo Oxydo - LCR              | 14       | 1           | 4      | 1    | 2    | 125  | 8th      | –       |
| 2004      | 125cc    | KTM 125 FRR             | Red Bull KTM                    | 14       | 1           | 6      | 1    | 1    | 145  | 5th      | –       |
| 2005      | 250cc    | Aprilia RSV 250         | Carrera Sunglasses - LCR        | 16       | 5           | 10     | 2    | 1    | 254  | 2nd      | –       |
| 2006      | MotoGP   | Honda RC211V            | Honda LCR                       | 16       | 0           | 1      | 1    | 0    | 119  | 8th      | –       |
| 2007      | MotoGP   | Ducati Desmosedici GP7  | Ducati Marlboro Team            | 18       | 10          | 14     | 5    | 6    | 367  | 1st      | 1       |
| 2008      | MotoGP   | Ducati Desmosedici GP8  | Ducati Marlboro Team            | 18       | 6           | 11     | 9    | 9    | 280  | 2nd      | –       |
| 2009      | MotoGP   | Ducati Desmosedici GP9  | Ducati Marlboro Team            | 13       | 4           | 8      | 3    | 2    | 220  | 4th      | –       |
| 2010      | MotoGP   | Ducati Desmosedici GP10 | Ducati Team                     | 18       | 3           | 9      | 4    | 3    | 225  | 4th      | –       |
| 2011      | MotoGP   | Honda RC212V            | Repsol Honda Team               | 17       | 10          | 16     | 12   | 7    | 350  | 1st      | 1       |
| 2012      | MotoGP   | Honda RC213V            | Repsol Honda Team               | 15       | 5           | 10     | 5    | 2    | 254  | 3rd      | —       |
| Tổng cộng |          |                         |                                 | 176      | 45          | 89     | 43   | 33   | 2411 |          | 2       |

#### Theo giải đua
| Giải đua  | Năm             | Chặng đua đầu tiên | Podium đầu tiên | Chiến thắng đầu tiên | Số chặng | Chiến thắng | Podium | Pole | FLap | Điểm | Vô địch |
| --------- | --------------- | ------------------ | --------------- | -------------------- | -------- | ----------- | ------ | ---- | ---- | ---- | ------- |
| 125cc     | 2001, 2003–2004 | 2001 Great Britain | 2003 Germany    | 2003 Valencia        | 30       | 2           | 10     | 2    | 3    | 274  | 0       |
| 250cc     | 2002, 2005      | 2002 Japan         | 2005 Portugal   | 2005 Portugal        | 31       | 5           | 10     | 2    | 1    | 322  | 0       |
| MotoGP    | 2006–2012       | 2006 Spain         | 2006 Turkey     | 2007 Qatar           | 115      | 38          | 69     | 39   | 29   | 1815 | 2       |
| Tổng cộng | 2001–2012       |                    |                 |                      | 176      | 45          | 89     | 43   | 33   | 2411 | 2       |

#### Kết quả chi tiết
(key) (Races in bold indicate pole position, races in italics indicate fastest lap)
| Năm  | Giải đua | Xe      | 1       | 2       | 3       | 4       | 5       | 6       | 7       | 8       | 9       | 10      | 11      | 12      | 13      | 14      | 15      | 16      | 17      | 18    | Xếp hạng | Điểm |
| ---- | -------- | ------- | ------- | ------- | ------- | ------- | ------- | ------- | ------- | ------- | ------- | ------- | ------- | ------- | ------- | ------- | ------- | ------- | ------- | ----- | -------- | ---- |
| 2001 | 125cc    | Honda   | JPN     | RSA     | SPA     | FRA     | ITA     | CAT     | NED     | GBR 17  | GER     | CZE     | POR     | VAL     | PAC     | AUS 12  | MAL     | RIO     |         |       | 29th     | 4    |
| 2002 | 250cc    | Aprilia | JPN Ret | RSA Ret | SPA 6   | FRA Ret | ITA DNS | CAT 6   | NED 8   | GBR 11  | GER Ret | CZE 5   | POR Ret | RIO 6   | PAC 17  | MAL 11  | AUS 10  | VAL 13  |         |       | 12th     | 68   |
| 2003 | 125cc    | Aprilia | JPN Ret | RSA 10  | SPA 6   | FRA 4   | ITA 18  | CAT Ret | NED Ret | GBR 5   | GER 2   | CZE DNS | POR DNS | RIO 2   | PAC 2   | MAL Ret | AUS Ret | VAL 1   |         |       | 8th      | 125  |
| 2004 | 125cc    | KTM     | RSA 3   | SPA 5   | FRA 8   | ITA 2   | CAT 4   | NED 3   | RIO 2   | GER     | GBR     | CZE Ret | POR Ret | JPN Ret | QAT Ret | MAL 1   | AUS 3   | VAL Ret |         |       | 5th      | 145  |
| 2005 | 250cc    | Aprilia | SPA Ret | POR 1   | CHN 1   | FRA 4   | ITA 4   | CAT 2   | NED 6   | GBR 3   | GER 7   | CZE 3   | JPN 3   | MAL 1   | QAT 1   | AUS Ret | TUR 1   | VAL 3   |         |       | 2nd      | 254  |
| 2006 | MotoGP   | Honda   | SPA 6   | QAT 5   | TUR 2   | CHN 5   | FRA 4   | ITA Ret | CAT Ret | NED 4   | GBR 4   | GER DNS | USA Ret | CZE 6   | MAL 8   | AUS 6   | JPN Ret | POR Ret | VAL Ret |       | 8th      | 119  |
| 2007 | MotoGP   | Ducati  | QAT 1   | SPA 5   | TUR 1   | CHN 1   | FRA 3   | ITA 4   | CAT 1   | GBR 1   | NED 2   | GER 5   | USA 1   | CZE 1   | RSM 1   | POR 3   | JPN 6   | AUS 1   | MAL 1   | VAL 2 | 1st      | 367  |
| 2008 | MotoGP   | Ducati  | QAT 1   | SPA 11  | POR 6   | CHN 3   | FRA 16  | ITA 2   | CAT 3   | GBR 1   | NED 1   | GER 1   | USA 2   | CZE Ret | RSM Ret | INP 4   | JPN 2   | AUS 1   | MAL 6   | VAL 1 | 2nd      | 280  |
| 2009 | MotoGP   | Ducati  | QAT 1   | JPN 4   | SPA 3   | FRA 5   | ITA 1   | CAT 3   | NED 3   | USA 4   | GER 4   | GBR 14  | CZE     | INP     | RSM     | POR 2   | AUS 1   | MAL 1   | VAL DNS |       | 4th      | 220  |
| 2010 | MotoGP   | Ducati  | QAT Ret | SPA 5   | FRA Ret | ITA 4   | GBR 5   | NED 3   | CAT 3   | GER 3   | USA 2   | CZE 3   | INP Ret | RSM 5   | ARA 1   | JPN 1   | MAL Ret | AUS 1   | POR Ret | VAL 2 | 4th      | 225  |
| 2011 | MotoGP   | Honda   | QAT 1   | SPA Ret | POR 3   | FRA 1   | CAT 1   | GBR 1   | NED 2   | ITA 3   | GER 3   | USA 1   | CZE 1   | INP 1   | RSM 3   | ARA 1   | JPN 3   | AUS 1   | MAL C   | VAL 1 | 1st      | 350  |
| 2012 | MotoGP   | Honda   | QAT 3   | SPA 1   | POR 1   | FRA 3   | CAT 4   | GBR 2   | NED 1   | GER Ret | ITA 8   | USA 1   | INP 4   | CZE     | RSM     | ARA     | JPN 5   | MAL 3   | AUS 1   | VAL 3 | 3rd      | 254  |